# بوشيني ثنائي الشكل
بوشيني ثنائي الشكل (الاسم العلمي: Puccinia biformis) هو نوع من الفطريات يتبع جنس البوشيني من فصيلة البوشينية.